# Jack (film, 1996)
Jack är en amerikansk coming of age-film/dramakomedifilm från 1996 i regi av Francis Ford Coppola, från ett manus skrivet av James DeMonaco och Gary Nadeau. Filmen hade amerikansk biopremiär den 9 augusti 1996, och har skådespelaren Robin Williams i huvudrollen som den tioårige pojken Jack Powell, som lider av sjukdomen progeria (Werners syndrom). Andra skådespelare som medverkar i filmen är bland annat Diane Lane, Jennifer Lopez, Fran Drescher, Bill Cosby, och Brian Kerwin.
Filmen hade biopremiär i Sverige den 25 december 1996, cirka 4-5 månader efter dess amerikanska biopremiär.

## Rollista (i urval)
- Robin Williams – Jack Powell
- Diane Lane – Karen Powell
- Brian Kerwin – Brian Powell
- Jennifer Lopez – Miss Marquez
- Bill Cosby – Lawrence Woodruff
- Fran Drescher – Dolores Durante
- Adam Zolotin – Louis Durante
- Todd Bosley – Eddie
- Seth Smith – John-John
- Mario Yedidia – George
- Michael McKean – Paulie
- Allan Rich – Dr. Benfante
- Keone Young – Dr. Lin
- Jurnee Smollett – Phoebe
- Al Nalbandian – Rektor McGee
- Allison Whitbeck – Lucy